# مرد خوب (مجموعه تلویزیونی)
مرد خوب (انگلیسی: The Good Man; کره‌ای: 착한 사나이) مجموعه تلویزیونی محصول کره جنوبی با بازی لی دونگ ووک و لی سونگ کیونگ است. این مجموعه در نیمهٔ اول سال ۲۰۲۵ از جی‌تی‌بی‌سی پخش خواهد شد.

## بازیگران

### اصلی
- لی دونگ ووک در نقش پارک سو چول[۱]
- لی سونگ کیونگ
- ریو هه یونگ در نقش پارک سوک هی

### مکمل
- اوه نا را در نقش پارک سوک گیونگ[۲]
- پارک هون

## تولید

### توسعه
مرد خوب به کارگردانی سونگ هه سونگ و نویسندگی کیم وون کیونگ است. این مجموعه توسط هایو مدیا کورپوریشن و های گراوند تولید شده است.

### انتخاب بازیگران
در ۲۹ سپتامبر ۲۰۲۲، استارشیپ انترتینمنت اعلام کرد که لی دونگ ووک پیشنهاد بازی در این مجموعه دریافت کرده و در حال گفتگو است. سپس گزارش شد که لی حضور خود را در این مجموعه تأیید کرده است.
در ۳ مارس ۲۰۲۳، کینگ کنگ بای استارشیپ اعلام کرد که بازیگر ریو هه یونگ با دید مثبتی پیشنهاد حضور در این مجموعه در نقش پارک سوک هی، خواهر کوچکتر سوک چول را بررسی می‌کند. سپس ریو حضور خود را در این مجموعه تأیید کرد.
در ۱۵ نوامبر ۲۰۲۳، وای‌جی انترتینمنت اعلام کرد که لی سونگ کیونگ پیشنهادی دریافت کرده و در حال بررسی آن است. حضور لی در این مجموعه تأیید شد و به گزارش مای دیلی نیوز در ۲۸ مه ۲۰۲۴ در حال فیلم‌برداری بود.
در ۲۴ ژانویه ۲۰۲۴، حضور اوه نا را در این مجموعه تأیید شد. در ۲۷ اوت، گزارش شد که هون در این مجموعه حضور دارد.

### فیلم‌برداری
فیلم‌برداری این مجموعه در اوت ۲۰۲۴ به پایان رسید.

## انتشار
مرد خوب قرار است در نیمهٔ اول سال ۲۰۲۵ از جی‌تی‌بی‌سی پخش شود.